# Jean-Baptiste Gault
Pour les articles homonymes, voir Jean-Baptiste.
Ne doit pas être confondu avec Jean-Baptiste Gaut.
Jean-Baptiste Gault né à Tours le 29 décembre 1595, décédé à Marseille le 23 mai 1643 était évêque de Marseille. Considéré vénérable par l'Église catholique, il est fêté le 23 mai.

## Biographie
Il suivit son frère aîné Eustache Gault à peu près partout. Ils entrèrent ensemble à l’Oratoire de Tours, Eustache professa au collège-séminaire du Mans de 1630 à 1633, puis furent envoyés en Espagne. L’archevêque de Bordeaux, Henri d'Escoubleau de Sourdis, désireux d’attacher les deux frères à son église, nomma l’aîné vicaire général et le cadet curé de Sainte-Eulalie. Dès la mort de son frère survenue le 13 mars 1640, il fut nommé en avril 1640, évêque de Marseille pour le remplacer.
Après avoir reçu ses bulles près de deux ans plus tard, il prêta serment de fidélité au roi le 20 septembre 1642 et fut sacré à Paris dans l’église Saint Magloire le 5 octobre 1642 par Victor Le Bouthillier, archevêque de Tours assisté des évêques de Vannes et de Boulogne. Son arrivée à Marseille fut retardée par une crue exceptionnelle de la Durance qui le retint bloqué un mois dans la ville de Sorgues. 
Il arriva incognito à Marseille le samedi 9 janvier 1643 et se rendit le lendemain à Aubagne. Le samedi suivant il retourna à Marseille et refusa toute entrée solennelle qui consistait en une réception sous un dais de velours. Sa présence effective à la tête du diocèse ne dura que 5 mois car il devait mourir le 23 mai 1643, mais aucun évêque n’a, en si peu de temps, autant marqué la ville de Marseille. Conformément à son engagement, il vécut et mourut pour son peuple.
Il visita les paroisses, les couvents, les hôpitaux mais surtout les plus malheureux : les forçats de l’arsenal des galères qui vivaient dans une effroyable misère. Pour eux et avec l’aide de Saint Vincent de Paul, il fit achever la construction d’un hôpital des forçats sur le quai de rive neuve. Pour terminer cet hôpital laissé inachevé par Philippe de Gondi, général des galères, il envisagea de vendre sa vaisselle d’argent, mais la duchesse d’Aiguillon, nièce de Richelieu lui ayant adressé une somme suffisante, il ne fut pas obligé de recourir à cette solution extrême. Avec des prêtres parlant arabe, espagnol ou italien il entreprit une mission sur les galères. Il alla à bord de ces navires pour rencontrer les forçats. « On le voyait tous les jours au milieu de ces criminels en action de consoler les uns, d’instruire les autres et les persuader tous ensemble de souffrir avec patience la peine de leur châtiment dans l’espérance que ce serait leur dernier supplice. Au cours d’une de ces visites, il contracta une maladie et en mourut douze jours après le 23 mai 1643.
Un procès de canonisation eut lieu à Marseille dès 1643.  Il fut repris en 1863. Jean-Baptiste Gault a été déclaré vénérable le 4 février 1893 par le pape Léon XIII.